# Brian Naylor
Brian Naylor (n. 24 martie 1923, Salford, County Borough of Salford⁠(d), Regatul Unit – d. 8 august 1989, Marbella, Andaluzia, Spania) a fost un pilot englez de Formula 1 care a evoluat în Campionatul Mondial între anii 1957 și 1961.